# Альфонс-Карлос (герцог Сан-Хайме)
Инфант Альфонс-Карлос Испанский (Альфонсо Карлос Фернандо Хосе Хуан Пио; 12 сентября 1849, Лондон — 29 сентября 1936, Вена) — герцог Сан-Хайме. Карлистский претендент на испанский престол под именем Альфонса Карлоса I (1931—1936), легитимистский претендент на французский королевский престол под именем Карла XII (1931—1936).

## Ранняя жизнь
Родился в Лондоне. Второй сын Инфанта Хуана Испанского (1822—1887), графа Монтисона, и эрцгерцогини Марии Беатриче Австрийской-Эсте (1824—1906). Его отец был карлистским претендентом на испанский престол (1860—1868) и легитимистским претендентом на французский трон (1883—1887). Его старший брат — Карлос Младший (1848—1909), герцог Мадридский, карлистский претендент на испанский престол (1868—1907) и легитимистский претендент на французский престол (1887—1907).
Так его родители развелись, когда он был молодым, он и его старший брат воспитывались в Модене под опекой своего дяди по материнской линии, герцога моденского Франческо V д’Эсте.

## Военная карьера
В 1868 году Альфонс Карлос вступил в ряды папских зуавов, созданных для защиты Папской области от армии Итальянского Королевства. В 1869 году он был произведен в лейтенанты. В сентябре 1870 года он сражался за папу и защищал Ворота Пия во время взятия Рима итальянской армией. Когда ему было приказано сдаться, он отказался сдать свою саблю, которая принадлежала его деду Карлу V. На французском военном корабле бежал в Тулон.
В 1872 году Альфонсо-Карлос присоединился к армии своего старшего брата Карлоса, герцога Мадридского, во время Второй карлистской войны (1872—1876). Он был назначен командующим повстанческой армии Каталонии, отличился в битве при Альпенсе в июле 1873 года и осаде Куэнки в июле 1874 года. Несмотря на эти успехи, карлисты в итоге потерпели поражение в феврале 1876 года.

## Борец противдуэлей
Альфонсо-Карлос провел большую часть своей жизни в Австрии, где владел замками Пуххайм и Эбенцваер, рядом с городом Альтмюнстер, а также домом на улице Терезии в Вене. Он посвятил себя отмене дуэлей. Для того, чтобы получить общественную поддержку, он написал на эту тему книгу на французском (с переводом на немецкий) и несколько журнальных статей на английском языке. Он использовал свои широкие социальные контакты с целью стимулирования создания лиг против дуэлей в Германской империи (её председателем стал Карл Генрих, 6-й князь Лёвенштейн-Вертгейм-Розенбергский, дядя жены Альфонса-Карлоса), Франции, Италии (под патронажем короля Италии Виктора Эммануила II), Венгрии, Бельгии и Испании (почетный президент — король Альфонсо XIII).

## Претендент на испанский и французский королевские троны

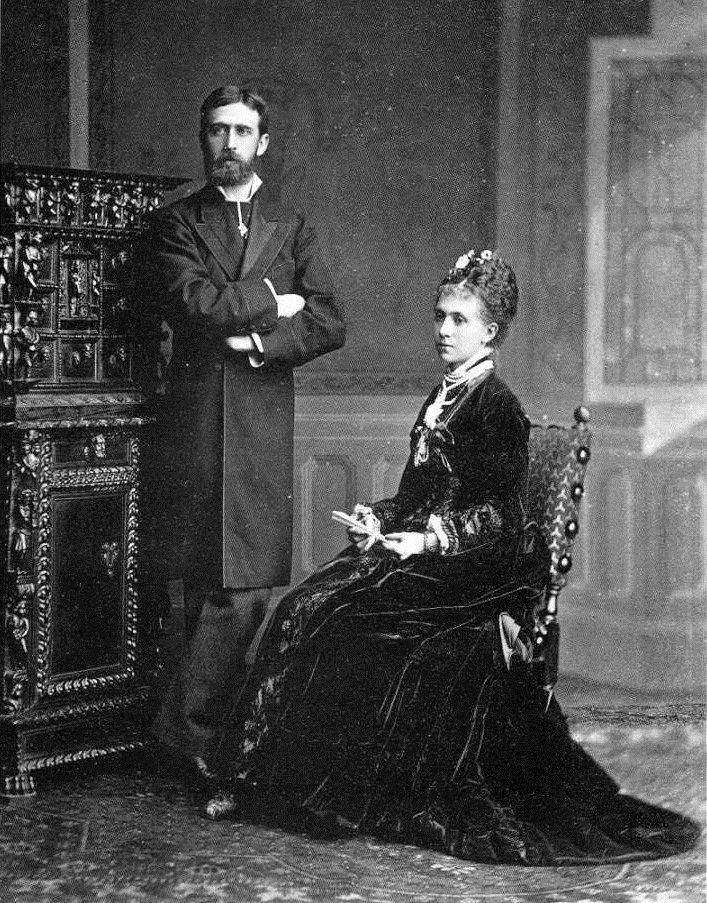
Инфант Альфонсо-Карлос и его жена Мария даш Невеш, инфанта Португальская

2 октября 1931 года после смерти своего племянника Хайме, герцога Мадридского, 82-летний Альфонсо-Карлос стал карлистским претендентом на испанский престол и легитимистским претендентом на трон Франции. Он издал несколько манифестов для своих испанских последователей, в том числе в 1932 и июне 1934 годов. Провозгласил себя королём Испании под именем Альфонса Карлоса I и королём Франции под именем Карла XII. Использовал также титулы принца Сан-Хайме в Испании и герцога Анжуйского во Франции.
Во время Гражданской войны в Испании Альфонсо-Карлос поручил своим приверженцам-карлистам сотрудничать с националистами под руководством генерала Франсиско Франко.
28 сентября 1936 года Альфонсо-Карлос был сбит военным грузовиком, когда пересекал улицу в Вене. Его тело было погребено в часовне его замка в Пуххайме.
Последний мужской потомок Дона Карлоса, графа Молины, первого карлистского претендента на испанский престол. После смерти Альфонсо-Карлоса среди карлистов появились различные конкурирующие между собой группы, которые по-разному интерпретировали «Салическую правду». Принц Сан-Хайме назначил перед смертью племянника своей жены, принца Хавьера Пармского, регентом карлистов. Это привело к распаду движения карлистов на «alfonsinos» (сторонники бывшего короля Испании Альфонсо XIII) и «cruzadistas» (приверженцы Хавьера).

## Публикации
- «The Effort to Abolish the Duel», The North American Review 175 (August 1902): 194—200.
- «The Fight Against Duelling in Europe», The Fortnightly Review 90 (August 1, 1908): 169—184.
- Resumé de l’histoire de la création et du développement des ligues contre le duel et pour la protection de l’honneur dans les différents pays de l’Europe de fin novembre 1900 à fin octobre 1908 (Vienna: Jasper, 1908). German translation: Kurzgefasste Geschichte der Bildung und Entwicklung der Ligen wider den Zweikampf und zum Schutze der Ehre in den verschiedenen Ländern Europas von Ende November 1900 bis 7. Februar 1908 (Vienna: J. Roller, 1909).
- Documentos de D. Alfonso Carlos de Borbon y de Austria-Este (Madrid: Editorial Tradicionalista, 1950).

## Брак
26 апреля 1871 года в Клайнхойбахе в Баварии Альфонсо-Карлос женился на инфанте Марии даш Невеш (5 августа 1852−15 февраля 1941), дочери короля Португалии Мигеля I и Аделаиды Лёвенштейн-Вертгейм-Розенбергской. Брак был бездетным. Мария даш Невеш сопровождала своего мужа во время многих военных кампаний в Испании.